# Цукисаму Гимназиум
Цукисаму Гимназиум (яп. 札幌市月寒体育館, англ. Tsukisamu Gymnasium) — это спортивный зал расположенный в районе Тоёхира-ку города Саппоро, построен к началу Зимних Олимпийских игр 1972 года. 

## История
Территория, на которой сегодня стоит зал, когда-то находилась в районе бывшего независимого города Тоёхира в районе Саппоро и принадлежала Императорской армии Японии. С 1949 по 1960 год здесь был расположен велодром. В 1959 году начался процесс объединения Тоёхира и Саппоро.
В 1961 велодром был снесён и на его месте было построено помещение для софтбола, регби и тенниса.
Когда Саппоро получил право на проведение зимних Олимпийских игр ещё не было известно число участвующих команд и первоначально предполагалось использовать только Спортивный зал Микахо и арену Макоманай, поэтому начало строительства было отложено до марта 1970 года. В ноябре 1971 года Спортивный зал Цукисаму был построен. Тогда он назывался Tsukikan Sports Plaza. В 1979 году он стал груглогодичным катком.  

## Прилегающие спортивные объекты
Цукисаму Гимназиум — это часть большого спортивного комплекса с несколькими спортивными и развлекательными сооружениями. К востоку от катка находится стадион для регби на 4715 зрителей. Он был открыт в 1979 году и отремонтирован в 2011 году. На юге находятся объект для стрельбы из лука и открытый в 2011 году зал, где можно играть в кёрлинг. В северо-западном углу четыре теннисных корта.

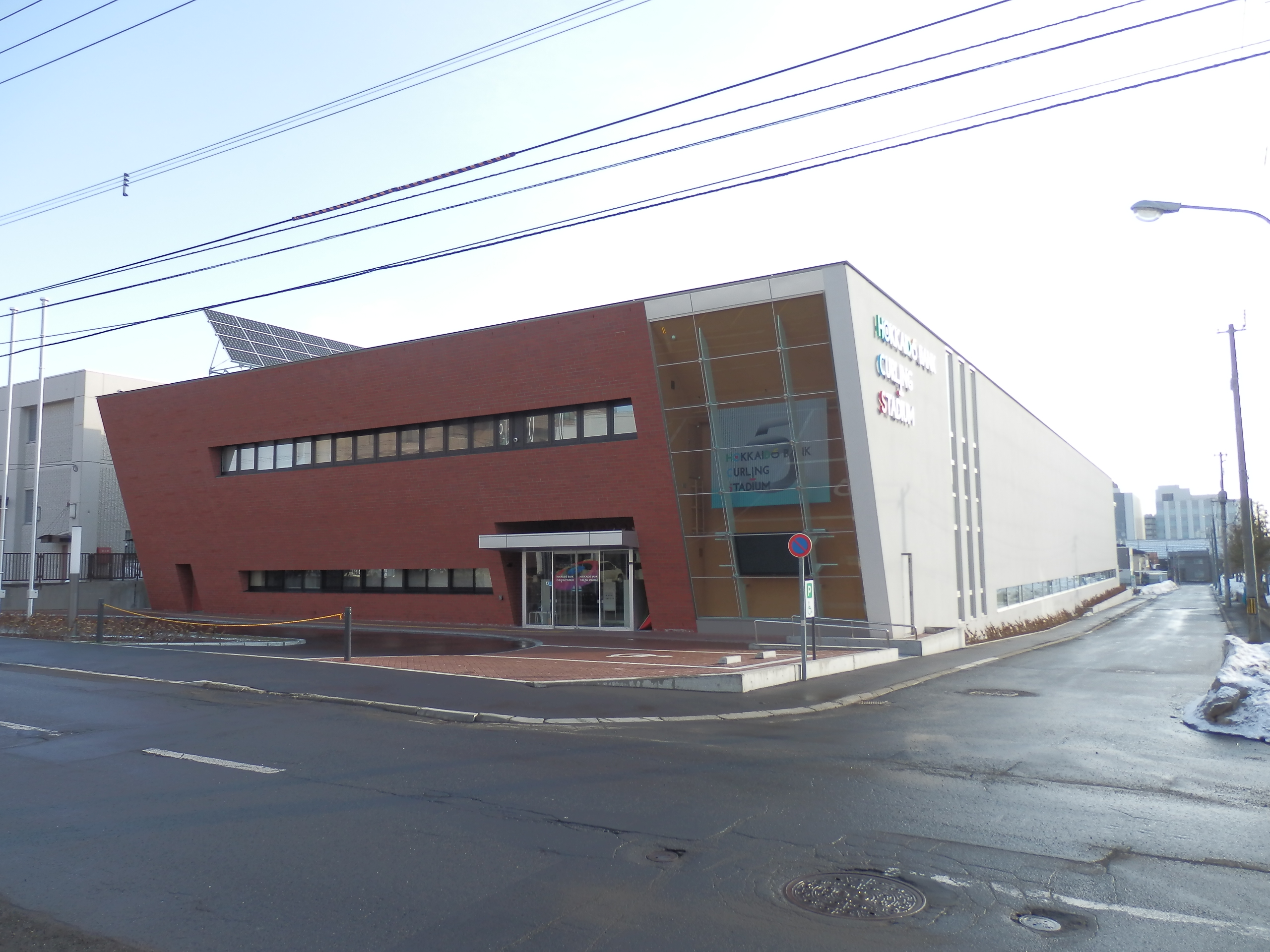
Curlinghalle
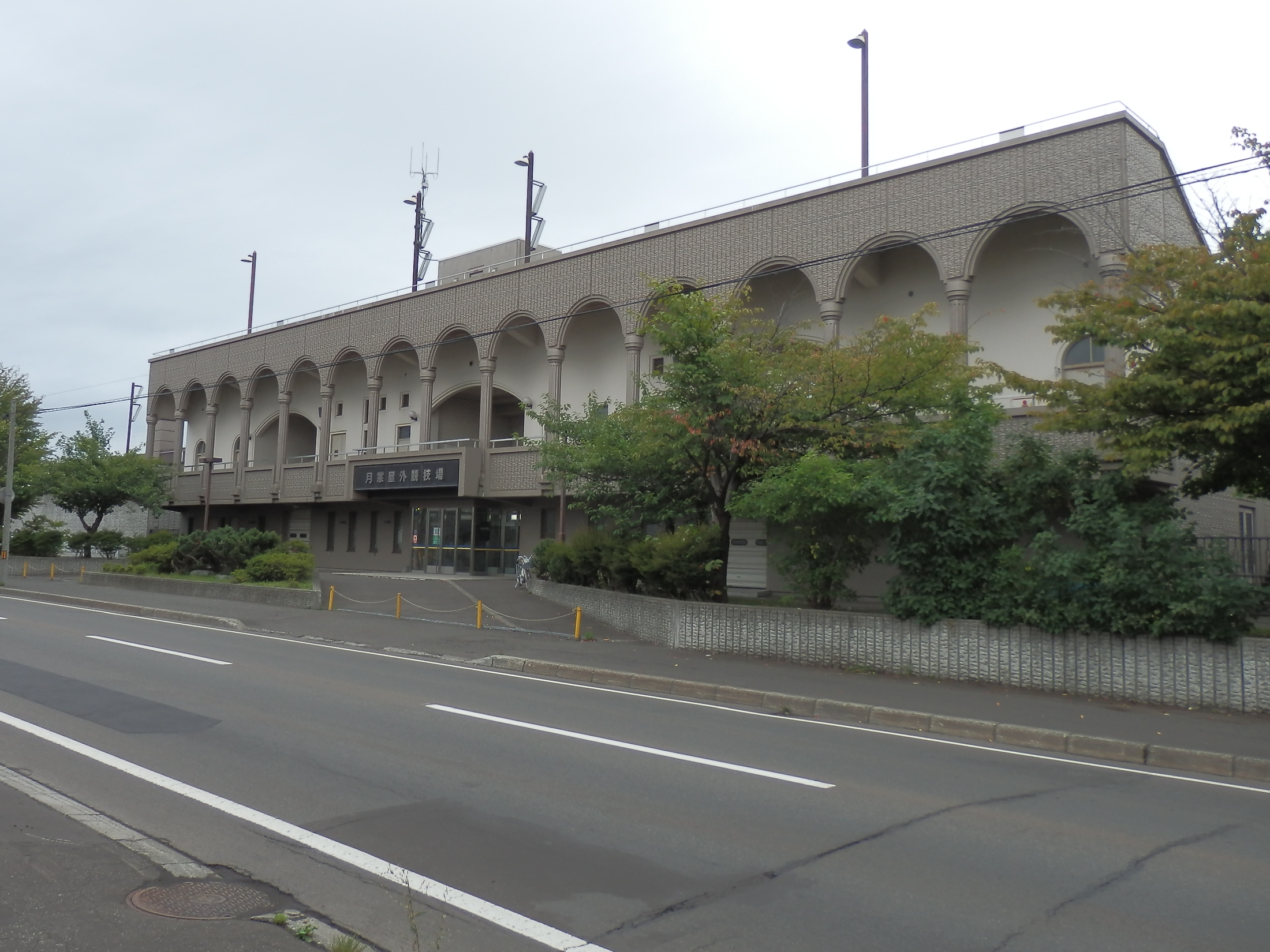
Rugbystadion

## Спортивные мероприятия
- Хоккей с шайбой на зимних Олимпийских играх 1972
- Группа В первого дивизиона ЧМ 2008 по хоккею
- Ice hockey at the 1991 Winter Universiade
- Ice hockey at the 1986 Asian Winter Games
- Ice hockey at the 1990 Asian Winter Games
- Ice hockey at the 2017 Asian Winter Games
- Чемпионат мира по кёрлингу среди женщин 2015